# ジョゼフ・アクロン
ジョゼフ・ユリエヴィチ・アクロン（Joseph Yulyevich Achron, 1886年5月13日 ロシア領ポーランド・スヴァウキ県ウォジジェイェ Łoździeje（リトアニア・ラズディヤイ Lazdijai） - 1943年4月29日 ハリウッド）は、ユダヤ系ポーランド人のアメリカ合衆国のヴァイオリニスト・作曲家。正統派ユダヤ教に属した。

## 生涯
はじめ父親からヴァイオリンの手ほどきでヴァイオリンを始め、その後に別の教師につく。7歳でワルシャワで最初の公開演奏を行う。その頃ポーランドからロシアに移り、1899年から1904年まで、ペテルブルク音楽院でレオポルト・アウアーのヴァイオリン科に在籍するかたわら、アナトーリ・リャードフに音楽理論を師事。
音楽院卒業後にベルリンを訪れ、もっぱらヴァイオリニストとして活躍。しかしながら数年後にペテルブルクに戻り、リャードフに作曲を師事する。1908年に「ユダヤ民俗音楽協会」に加わり、ユダヤ系民族音楽の伝統にのっとる作曲家として活躍を始める。その端緒となったのが、代表作の《ヘブライの旋律》作品33である。
除隊後はペテルブルクのユダヤ人室内劇場で活動。ミハイル・グネーシンとともにユダヤ音楽協会を監督。1922年にベルリンを再訪。短期間パレスチナを訪れた後、1925年にアメリカ合衆国に移住。自作の最初の演奏会が成功を味わったのに対して、後の作品では成功できず、上演拒否に遭うことすらあった。一時期ニューヨークのウェストチェスター音楽院においてヴァイオリン科の教授に就任。後にアメリカ西海岸において、作曲家としての突破口を見出そうとした。しかし、相変わらず作曲家としての成功は訪れることがなかった。

## 主要作品一覧
アクロン作品は、小品から大作まで広がりがあり、いくつかの協奏曲も手懸けている。以前は、ヤッシャ・ハイフェッツによって広められたアンコール・ピース、《ヘブライの旋律》作品33のみが有名だったが、現在ではその他の作品にも評価が向けられるようになり、音源も増え始めている。いくつかの作品は、Joseph Achron Societyで無料の楽譜が得られる。

### 器楽作品
- 前奏曲 作品13
- ヴァイオリンとピアノのための二重奏曲
- ワルシャワの思い出 作品14
- コケットリー 作品15
- セレナーデ 作品17
- 大気の精（レ・シルフィード） 作品18
- ヴァイオリン・ソナタ 作品32
- ヘブライのメロディ 作品33
- 2つのヘブライの小品 作品35
  1. シェール（ヘブライ舞曲）
  2. ヘブライの子守歌
- ヘブライ民謡による即興的舞曲 作品37
- ヘブライの主題による神秘的断章
- Scher 作品42
- おとぎ話 作品46
- Liebeswidmung 作品51
- カンツォネッタ 作品52-2
- ヴァイオリン協奏曲第1番 作品60
- ヴァイオリン協奏曲第2番 作品68
- ヴァイオリン協奏曲第3番 作品72

### 劇音楽
- 《盲いた三人の娘 Les Aveugles》（メーテルリンク原作）作品47（1919年）
- Mazeltov（シャローム・アレイヘム原作、1920年）
- Kiddush Hasem（シャローム・アッシュ原作、1928年）
- Golem, von H.Leiwic（1931年）
- Die Hexe（アブラハム・ゴルトファーデン）
- Fartog

## 文献
- Glanville-Hicks, P. "Achron, Joseph". Grove Music Online. Macy, L. ed. Retrieved March 26, 2006).
- Randel, Don Michael, ed. (1996). “Achron, Joseph”. The Harvard Biographical Dictionary of Music. Cambridge, MA: Belknap Press. p. 3. ISBN 0674372999